# Виельгорский, Иосиф Михайлович
Граф Ио́сиф Миха́йлович Виельго́рский (Вьельго́рский; 13 [25] февраля 1817, Санкт-Петербург — 2 [14] июня 1839, Рим) — адъютант и камер-паж цесаревича Александра Николаевича, сын Михаила Виельгорского и Луизы Бирон, брат Аполлинарии Веневитиновой, Софьи Соллогуб, Анны Шаховской, племянник Матвея Виельгорского.
Ученик В. А. Жуковского. Друг Н. В. Гоголя, отношениям с которым посвящена неоконченная повесть «Ночи на вилле». Умер молодым от туберкулёза. Гоголь принял самое близкое участие в болезни своего друга и присутствовал при его кончине.
Модель для фигуры обнажённого дрожащего мальчика на картине А. А. Иванова «Явление Христа народу». Предмет миссионерских устремлений З. А. Волконской.

## Биография
Иосиф происходил из немецко-польской семьи графа Михаила Виельгорского (1788—1856) и Луизы Карловны Бирон (1791—1853). М. Ю. Виельгорский служил в Коллегии иностранных дел, Министерстве народного просвещения, Министерстве внутренних дел, был пожалован в камер-юнкеры двора Его Императорского Величества. Но, помимо государственной службы, отец Иосифа наиболее всего прославился в качестве композитора-дилетанта. В первый брак с Екатериной Карловной Бирон граф Виельгорский вступил в 1812 году, однако уже через год он овдовел, потеряв жену в опустошённой после французского нашествия Москве, где молодые супруги остановились на пути в столицу, и где у Е. К. Виельгорской случились неудачные роды, закончившиеся её смертью. Этот сюжет и описание детски наивной Лизы Болконской (Lise Meinen) в романе «Война и мир» позднее использовал Лев Толстой.
Три года спустя после смерти первой супруги, Михаил Юрьевич решил жениться во второй раз. Его избранницей стала старшая сестра покойной Екатерины Бирон — Луиза Бирон. Брак на близкой родственнице был в православной традиции недопустим, но был разрешён католической церковью. 23 апреля 1816 года молодые тайно обвенчались в православной церкви, однако вскоре обратились ко двору с просьбой разрешить им венчаться по католическим канонам. После обычных в таком случае недоразумений они получили требуемое разрешение и, избегая излишней огласки, в июне 1816 года в одном из храмов Витебской губернии молодые сочетались браком по католическому обряду.
Иосиф был первенцем в семье, он родился 25 февраля 1817 года в Петербурге. Крещен 28 февраля 1817 года в церкви Вознесения Господня при Адмиралтейских слободах при восприемстве дяди Матвея Виельгорского. По-семейному, его называли Отя или Отенька. Имя Иосиф было обычным в семье Виельгорских, незадолго до рождения Иосифа, 5 декабря 1816 года, умер от туберкулёза Иосиф Юрьевич Виельгорский, младший брат отца Михаила Юрьевича. Иосифом звали И. А. Поздеева, духовного наставника графа М. Ю. Виельгорского, влиятельнейшего русского масона, одного из руководителей союза Провинциальной великой ложи, прототипа масона Иосифа Алексеевича Баздеева в романе «Война и мир». Поздеев так откликнулся на рождение юного Иосифа: «Желаю, да сокрушает вас дух благодарности за всё то, что Господь вам соделал, именно: вы желали иметь жену такую, что всё было против вас, но Господь все препятствия от вас отвратил и даровал вам имение довольное и дал ей благополучно разрешиться от бремени и пожаловал вас лучшим рождением, то есть сыном, то видите ли, как Господь к вам благотворит?»
Позднее, кроме Иосифа, в семье родились брат Михаил, сёстры Анна, Аполлинария, Софья. Аполлинария Михайловна (1818—1884), фрейлина, с 1843 года замужем за А. В. Веневитиновым, братом поэта Д. В. Веневитинова. Софья Михайловна (1820—1878), фрейлина, первая жена В. А. Соллогуба. Анна Михайловна (1823—1861), с 1858 года жена князя Александра Ивановича Шаховского (1822—1891). Согласно семейному преданию Виельгорских, в Анну Михайловну был влюблён Н. В. Гоголь, который некоторое время рассчитывал жениться на ней, но, будучи уверен, что графиня Л. К. Виельгорская откажет ему в мезальянсе для своей дочери, своё предложение ей так и не сделал.
Исследователи Екатерина Лямина и Наталья Самовер считают, что вопреки сложившейся легенде о бегстве графов Виельгорских из Петербурга от царской опалы в поместье Луизино Курской губернии, никакой жёсткой опалы не было. Фрейлина Луиза Карловна Бирон-Виельгорская и не помышляла скрывать от государя факт своего «преступного» замужества. Но самовольство и нарушение светских приличий могли быть наказаны менее сурово, если, по мысли Луизы Карловны, в этом своевременно и умело повиниться перед двором. Дети Виельгорских Иосиф и Аполлинария родились в Петербурге, а не в изгнании. Граф Михаил Юрьевич после скандальной женитьбы даже не вышел в отставку, несмотря на то что долгое время не появлялся на службе, таким образом, молодые надеялись на всеисцеляющее время, и их надежды оказались небезосновательны. Луиза Карловна и Михаил Юрьевич покинули Петербург лишь летом 1819 года, но это было не бегство или добровольное изгнание, основной мотив отъезда был экономический: сократить семейный бюджет растущей семьи в более дешёвой для проживания сельской обстановке.
Молодая семья некоторое время жила в селе Фатеевка, Дмитриевского уезда Курской губернии, где располагалось их поместье Луизино. В 1823 году они перебрались в Москву, каждое лето проводя в рязанском имении Сенницы, и хотя въезд в столицу им не был воспрещён, в Санкт-Петербург Виельгорские переехали лишь в 1827 году после формального прощения новым государем Николаем I. В конце концов, старшие Виельгорские были одарёнными придворными музыкантами, а их дом среди современников единодушно считался одним из ведущих музыкальных центров России, «маленьким министерством изящных искусств», как говорил Гектор Берлиоз, и «лучшим приютом для всех музыкальных знаменитостей нашего времени», по мнению А. Н. Серова. 
Гоголь был дружен со всем семейством Виельгорских, но в особенности, с Иосифом и Анной.

### Образование. Наследник Александр Николаевич
Ранние годы мальчика протекали в идиллически-беспечной обстановке загородной помещичьей усадьбы с садом, качелями, боннами, богатой отцовской библиотекой, соседством с именитым князем И. И. Барятинским в царски роскошном имении Марьино, концертами, маскарадами, рождественскими ёлками, бильярдом и т. д. Воспитанием и образованием детей занималась сама графиня Луиза Карловна, видевшая в этом своё исключительное призвание. Она учила Иосифа и Аполлинарию истории, географии, английскому и французскому языку. Помимо этого, с Иосифом отдельно занимался специально нанятый гувернёр. Когда дети подросли, семья поселилась в Царском Селе.  
С десяти лет судьба графа Иосифа Виельгорского была тесным образом связана с судьбой наследника русского престола, а познакомились юный Иосиф и будущий император 30 августа 1826 года. В этот день торжественно отмечались именины юного Александра, и на них были приглашены дети приближённых к царской фамилии семейств, в их числе впервые оказались и Виельгорские. Именитые дети играли и веселились с августейшим сверстником на даче А. А. Орловой-Чесменской в Нескучном. Это была первая ступень в будущей карьере Иосифа Виельгорского. 
В 1827 году В. А. Жуковский возвратился в Россию, и император Николай I распорядился с осени этого года начать образование Александра Николаевича. Наряду с ним полный курс обучения должны были проходить два сверстника: Александр Паткуль и Иосиф Виельгорский. Всех мальчиков поселили вместе в Зимнем дворце. План воспитательных и образовательных работ, составленный В. А. Жуковским, предусматривал следующий режим дня. Подъём в 6 часов утра. Затем утренняя молитва, завтрак, подготовка к занятиям. Учёба начинались в 7 часов, а заканчивалась в полдень. С 9 до 10 часов утра в занятиях был предусмотрен перерыв. С 12 часов до 14 предполагалась прогулка, затем обед, затем снова прогулка, игры и отдых до 17 часов. С 17 до 19 часов вечерние учебные занятия, с 19 часов до 20 часов — гимнастика и спортивные игры. В 20 часов ужин. После ужина свободное время и писание дневников. В 22 часа сон.
По воскресениям и праздникам вместо учёбы утренние часы отводились назидательному чтению, ручной работе и гимнастике. Жуковский преподавал русский язык, грамматику, начальные понятия по физике и химии. Весною 1828 года совоспитанники переехали из Зимнего дворца в Павловск. В это время наследник, оставшись на какое-то время без родителей, избегал общения с товарищами. Занятия в Павловске продолжались до начала июля, после чего начались итоговые полугодовые экзамены. Они длились четыре дня. По русскому языку и словесности экзаменовал В. А. Жуковский, по французскому языку и географии Ф. А. Жилль, Закон Божий — Герасим Павский, немецкий язык — М. А. Эртель, английский язык — Альфри и польский язык С. А. Юрьевич, арифметика и геометрия — Э. Д. Коллинс.
Следующие годовые экзамены проходили с 24 января по 2 февраля 1829 года. Экзамен происходил в присутствии государя императора и государыни императрицы. Наследник получил две оценки «отлично», Виельгорский — пять, Паткуль — одну. Дважды в год воспитатели подсчитывали, кто и сколько собрал денег на благотворительные дела. По мысли К. К. Мердера, право делать добро предоставлялось ученикам как величайшая награда. Учащиеся должны были своим прилежанием и поведением заслужить право делать добро. Обычные благотворительные мероприятия в государстве совершались именем государя, но особо отличившиеся ученики обладали привилегией совершать благодеяния от своего имени.
После окончания экзамена с заключительным словом к учащимся обратился В. А. Жуковский: «Скажу одним словом — Великому князю: владей собой! будь деятелен! Виельгорскому: будь постоянен и откровенен! Паткулю: не будь легкомыслен!»
Совоспитанники для Александра Николаевича были подобраны не случайным образом. Из троих молодых людей своими способностями и успехами более всех превосходил И. М. Виельгорский. Наследник, по замыслу педагогов, должен был ориентироваться на него, стремиться к аналогичным результатам. А. О. Смирнова писала: «Это товарищество было нужно, как шпоры для ленивой лошади. Вечером первый <к императору Николаю I-му> подходил тот, у кого были лучшие баллы, обыкновенно бедный Иосиф, который краснел и бледнел <…> Наследник не любил Виельгорского, хотя не чувствовал никакой зависти: его прекрасная душа и нежное сердце были далеки от недостойных чувств. Просто между ними не было симпатии. Виельгорский был слишком серьёзен, вечно рылся в книгах, жаждал науки, как будто спеша жить, готовил запас навеки».
А. В. Паткуль уступал своими способностями всем остальным и тем самым компенсировал чувство собственного достоинства будущего императора России. Воспитатели наследника В. А. Жуковский и К. К. Мердер полагали, что их образовательный план работал успешно. Главный недостаток наследника, по их мнению, заключался в следующем: «Великий князь, от природы готовый на всё хорошее, одарённый щедрой рукой природы всеми способностями необыкновенно здравого ума, борется теперь со склонностью, до сих пор его одолевавшей, которая, при встрече малейшей трудности, малейшего препятствия, приводила его в некоторый род усыпления и бездействия».
Изменения в поведении Александра Николаевича летом 1828 года, считали высокопоставленные педагоги, следует приписать заслугам Иосифа Виельгорского, его благотворному влиянию на более инертного и апатичного наследника. С. С. Татищев характеризует Виельгорского как примерного юношу, «который с благородным поведением, всегдашней бодростью и необыкновенной точностью в исполнении долга соединял милую детскую весёлость и искреннюю дружескую привязанность к царственному сотоварищу».
С 1829 года добавились новые предметы: естественная история — преподаватель К. Б. Триниус, химия — А. Б. Кеммерер, всеобщая история — Ф. И. Липман. Чистописание — А. Р. Рейнгольд, фехтование — И. Е. Сивербрик, хореография — Огюст Вестрис. С 21 июля 1829 года в Стрельне началось практическое обучение военному делу. В 1830 году преподавателя английского языка Альфри заменил С. А. Варранд (Варрант, Варенд). Географию и статистику России стал читать К. И. Арсеньев, П. А. Плетнёв — русскую словесность. Летом 1830 вновь строевая служба. Николай Павлович писал К. К. Мердеру: «Я хочу, чтобы все трое несли в это время службу наравне с кадетами, обедая особо, но, впрочем, соблюдая всё, что с других требоваться будет. <…> Скоро, с помощью Божией, воротимся; признаться, с нетерпением жду минуту обнять милых ребят».
В последующие годы образование шло без изменений. В 1831 году наследник получил титул цесаревича. Химию вместо Кеммерера стал вести академик Г. И. Гесс. По состоянию здоровья в 1832—1833 гг. совоспитанников сначала покинул В. А. Жуковский, а затем К. К. Мердер. В конце 1833 года Жуковский вернулся к своим обязанностям воспитателя, однако К. К. Мердер в начале 1834 года умер в Риме. Жуковский был инициатором издания домашнего журнала «Муравейник», в котором, кроме самого Василия Андреевича, приняли участие наследник престола Александр, его сёстры Мария и Ольга, а также Виельгорский и Паткуль.

### Военная карьера. Болезнь и смерть

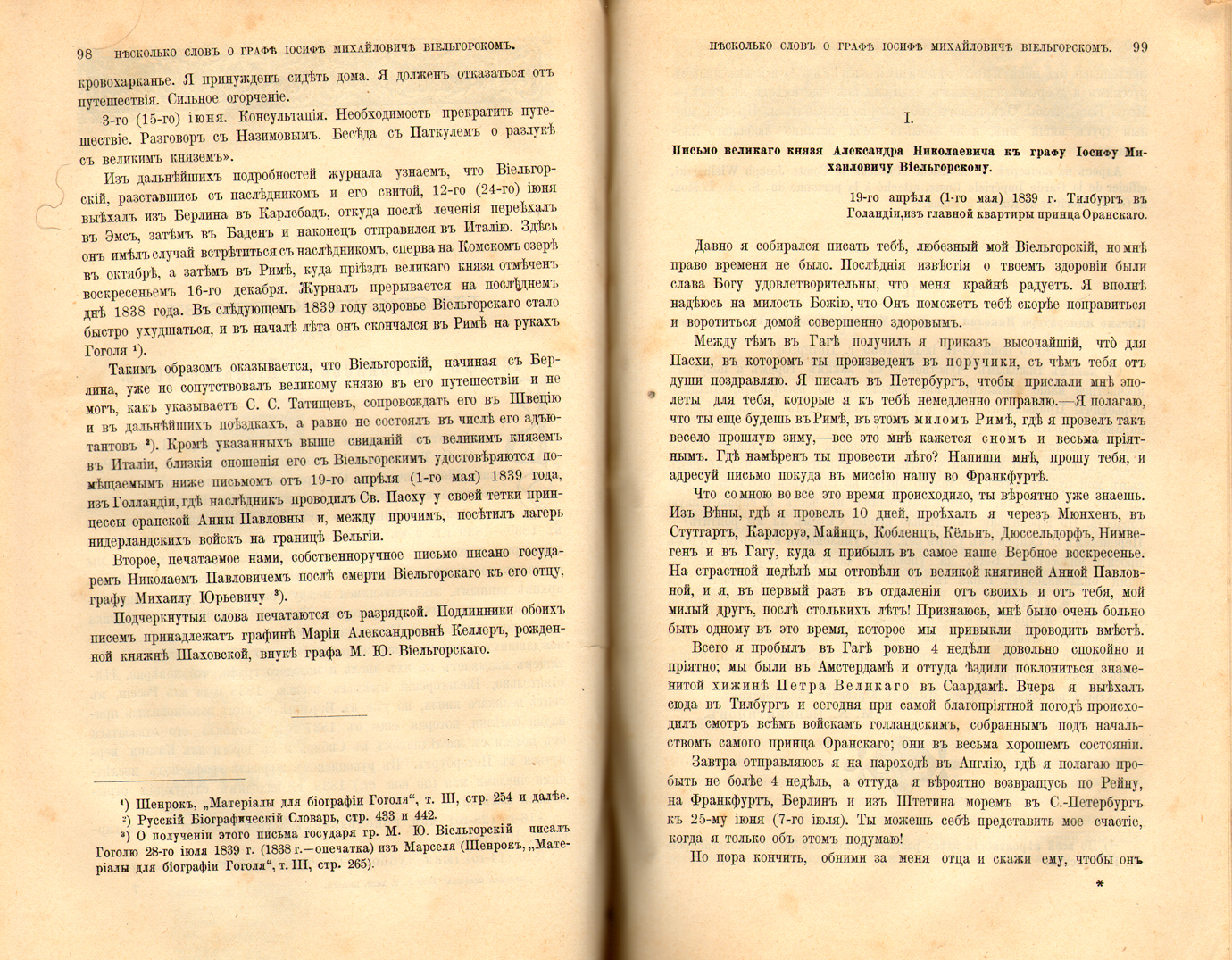
М. А. Веневитинов в статье об И. М. Виельгорском в «Русской старине» в 1898 году поместил письмо наследника цесаревича к умирающему товарищу

Военное образование Иосиф получил в Пажеском корпусе. С 24 декабря 1833 года он назначен камер-пажом. 22 декабря определён прапорщиком на службу в лейб-гвардии Павловский полк с назначением состоять при наследнике цесаревиче. Вместо умершего К. К. Мердера новым наставником совоспитанников был назначен А. А. Кавелин, возглавлявший до этого Пажеский корпус.
4 мая 1834 года Иосифу было объявлено высочайшее благоволение. 21 апреля 1835 года он произведён в подпоручики. 26 марта 1839 года — поручик. В 1837 году наследник Александр Николаевич отправился в ознакомительное путешествие по России, в ходе которого он посетил 29 губерний Европейской части, Закавказья и Западной Сибири, а в 1838—1839 годах побывал в Европе. В этих путешествиях его должны были сопровождать совоспитанники и адъютанты государя А. В. Паткуль и, отчасти, И. М. Виельгорский. С. С. Татищев писал, что наследник цесаревич начал своё заграничное путешествие со Швеции, где пробыл с А. А. Кавелиным, В. А. Жуковским, И. М. Виельгорским, А. В. Паткулем, В. И. Назимовым и другими наставниками и адъютантами более двух недель.
Однако М. А. Веневитинов, сын Аполлинарии Виельгорской и племянник Иосифа Виельгорского, позднее писал, что сведения Татищева нуждаются в уточнении. Виельгорского не было в свите наследника за границей. Иосиф Виельгорский покинул Россию весной 1838 года, но уже в Берлине с ним начались припадки болезни (кровохарканье), которые не позволили ему продолжить совместное путешествие. 12/24 июня Виельгорский, посоветовавшись с Назимовым, расстался с Александром Николаевичем и его свитой. Из Берлина он направился в Карлсбад, Эмс, Баден-Баден, затем в Италию. В Италии он вновь увиделся с цесаревичем в октябре (на Комском озере) и в декабре 1838 года. Следовательно, по версии Веневитинова, в Швеции Виельгорский не мог быть, как не мог быть адъютантом будущего государя в этом путешествии.
По этой же причине Иосиф Виельгорский не смог сопровождать наследника в его российском путешествии 1837 года, сообщает М. А. Веневитинов. И в прошлый раз, по дороге в Сибирь, Виельгорский вынужден был вернуться из Казани в Петербург. В европейском путешествии связь наследника и Иосифа из-за болезни Виельгорского полностью не прекращалась, Александр Николаевич писал Виельгорскому письма. Веневитинов опубликовал письмо цесаревича от 19 апреля (1 мая) 1839 года, в котором тот извещал товарища о том, что государь произвёл его в поручики и уповал на выздоровление Виельгорского.
Современные исследователи сообщают, что Виельгорский никогда не отличался крепким здоровьем, а случайное ранение при опробовании новых сапёрных мин в Красном Селе в 1837 году явилось толчком к более серьёзному заболеванию туберкулёзом, которое с этих пор стало быстро развиваться в молодом организме.
Умер Иосиф Михайлович от скоротечного туберкулёза 2 июня 1839 года в Риме. Похоронен в Санкт-Петербурге, Лазаревское кладбище Александро-Невской лавры.

## Рим
С каким тяжёлым чувством, с каким горем я получил несчастное ваше извещение, вы можете легко вообразить, Михайло Юрьевич! Привыкнув столь долгое время видеть бедного Иосифа наравне и почти неразлучно с сыном, почти не видел между ими никакой разницы, и милый нрав и отличные его достоинства ещё более укрепляли во мне сии чувства. Я уверен был, что в нём сын мой будет иметь не только друга, но совершенного и отличного во всём помощника, своим родителям в честь и справедливую гордость. Но Провидение определило иначе! Смеем ли мы роптать? — Перенесём со смирением удар сей, и с умилением в сердце будем просить милосердного Бога, да упокоит чистую, беспорочную душу, нами оплакиваемую. Ваша твёрдость духа, Михайло Юрьевич, мне известна; я уверен, что вы как добрый христианин смирили скорбь вашу и примером сим укрепили дух бедной несчастной графини; с нетерпением жду, как она перенесла сию ужасную весть!

Примите ещё раз уверение в моём искреннем участии и в отличном моём уважении.
Последние полгода своей короткой биографии Иосиф по настоянию врачей провёл в Риме. Сюда он приехал 15 ноября. Здесь он поближе познакомился с Н. В. Гоголем, З. А. Волконской, А. А. Ивановым и другими русскими, проживавшими в это время в Риме. Первая встреча с Гоголем состоялась 20 декабря. Михаил Погодин в марте 1839 года так передавал свои впечатления от встреч с юным аристократом и с княгиней З. А. Волконской: «Познакомился с молодым графом Виельгорским, который занимается у неё в гроте, по предписанию врачей пользоваться как можно более свежим воздухом. Рад был удостовериться, что он искренно любит русскую историю и обещает полезного делателя. Его простота, естественность меня поразили. Не встречал я человека, до такой степени безыскусственного, и очень удивился, найдя такого в высшем кругу, между воспитанниками двора».
В другом письме М. П. Погодин сообщал: «Молодой граф Виельгорский показывал мне свои материалы для литературы русской истории. Прекрасный труд, — но приведёт ли Бог кончить. Румянец на щеках его не предвещает добра. Он работает, однако же, беспрестанно». Полтора месяца спустя Гоголь в отчаянии писал М. П. Погодину: «Иосиф, кажется, умирает решительно. Бедный, кроткий, благородный Иосиф. Не житьё на Руси людям прекрасным; одни только свиньи там живущи!…»

### Эпизод с З. А. Волконской

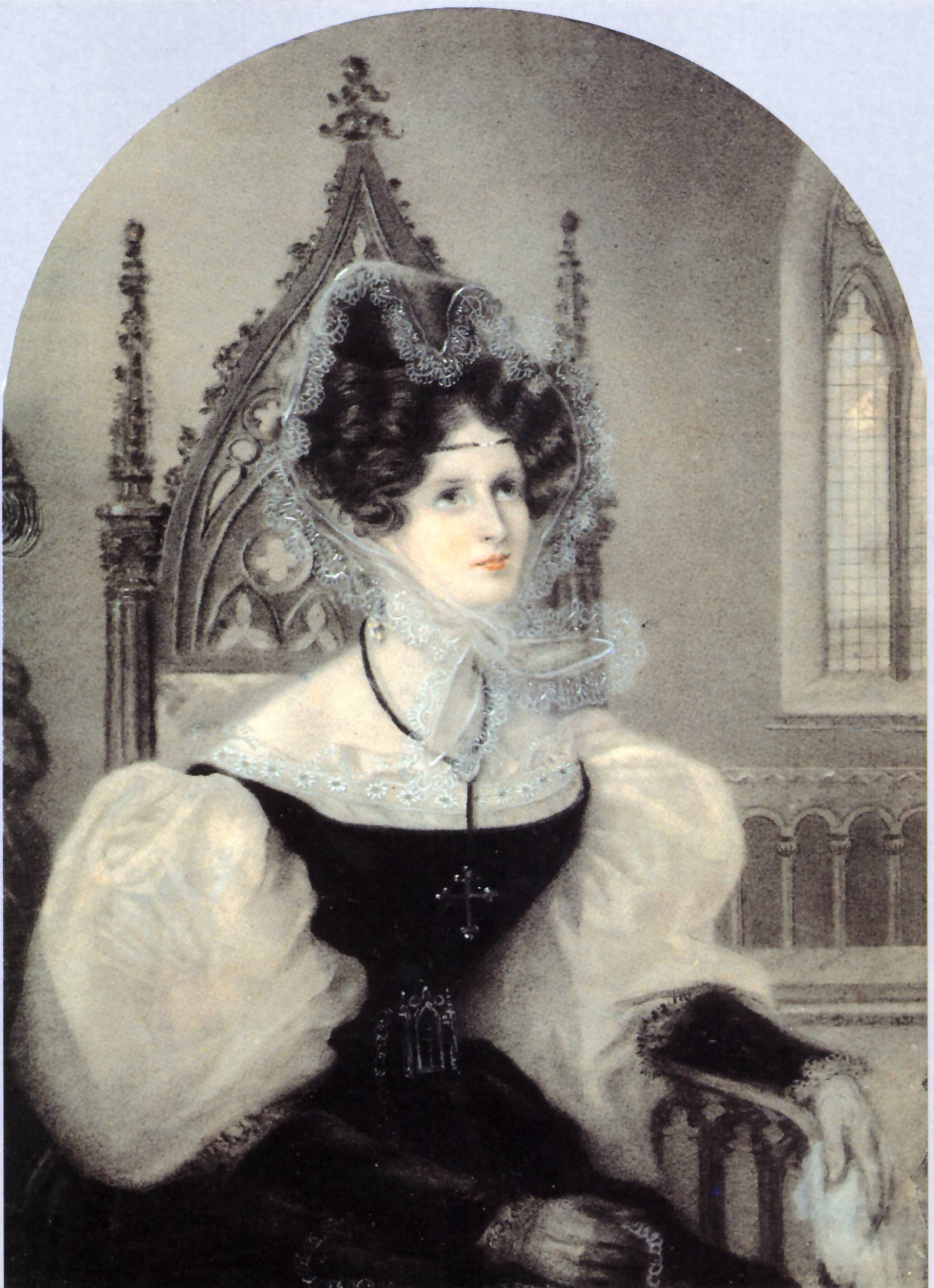
Зинаида Волконская

Накануне смерти Виельгорского произошло событие, связанное с попыткой обратить умирающего в католичество. За больным ухаживали Н. В. Гоголь, Е. Г. Черткова, графиня М. А. Воронцова. Дело происходило на вилле Волконской. Тут же был князь Н. Г. Репнин-Волконский, читавший над умирающим молитвы. Иосиф причащался в саду. На какой-то момент Гоголь отлучился прогуляться и поискать православного священника для совершения исповеди Виельгорского. В последний момент к умирающему юноше хозяйка, княгиня Зинаида Александровна Волконская, яростная католичка по отзыву княжны В. Н. Репниной-Волконской, пригласила аббата Жерве. Она склонилась над умирающим и тихо сказала аббату: «Вот теперь настала удобная минута обратить его в католичество».
Но благородный аббат упрекнул княгиню: «Княгиня, в комнате умирающего должна быть безусловная тишина и молчание». По рассказу Варвары Репниной-Волконской, тётка ещё что-то пошептала над телом умирающего, после чего она воскликнула: «J'ai vu son âme sortir tout-à-fait catholique». На такой шаг Зинаиду Волконскую могло натолкнуть то обстоятельство, что мать Иосифа — графиня Луиза Карловна, — формально принадлежала к католицизму, но при этом она не была ревностной католичкой.
Однако Гоголь для совершения таинства исповеди и причащения привёл на виллу хозяйки православного священника. Он лично читал отходную молитву об умершем Иосифе. После этого эпизода, рассказывала В. Н. Репнина-Волконская, «Волконская резко изменила своё отношение к Гоголю». Гоголь был до этого желанным гостем в пышном салоне княгини, а после случившегося Зинаида Александровна возненавидела его. Этот же источник сообщает другой эпизод с Волконской и Виельгорским. Ослабленный болезнью молодой человек перед кончиной не мог есть сам, и ему помогали Е. Г. Черткова и Гоголь, они, например, держали тарелку, когда он ел. Однако, когда Черткова собралась покинуть Рим по настоянию её мужа, то Иосиф Виельгорский из чувства благодарности к Елизавете Григорьевне за её уход, помощь и заботу о нём снял с пальца кольцо и подарил его Чертковой. Зинаида Волконская, увидев это, с недовольством произнесла: «c'est immorale!» В. Н. Репнина-Волконская заметила по этому поводу, что когда Виельгорский угасал, то, по мнению З. А. Волконской, у него не должно было остаться никакого земного чувства.
Но это недовольство не оказалось продолжительным. Несмотря на недоразумение возле умирающего Виельгорского З. А. Волконская и Н. В. Гоголь продолжали встречаться, а в феврале 1841 года на её вилле состоялось благотворительное чтение Гоголем «Ревизора».

## «Явление Мессии» Александра Иванова

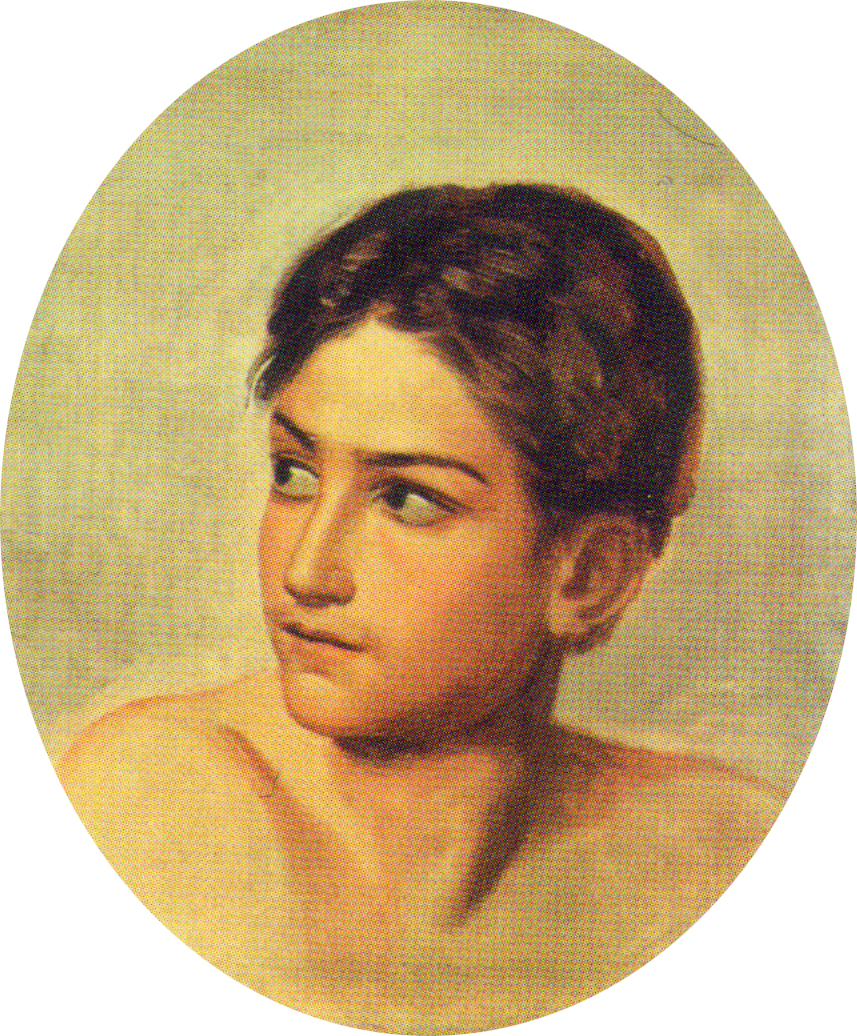
А. А. Иванов, эскиз головы мальчика к картине «Явление Христа народу» (портрет И. М. Виельгорского)

Искусствоведу Н. Г. Машковцеву удалось выяснить некоторые детали работы известного живописца Александра Иванова над своей знаменитой картиной «Явление Христа народу». В 1934 году Машковцев обнаружил этюд головы дрожащего мальчика. Этот этюд представлял собой один из многочисленных ранних вариантов изображения дрожащего мальчика, который на картине вместе с отцом выходит обнажённым из воды Иордана после омовения. На другом эскизе изображён профиль головы отца с узнаваемым очертанием Гоголя. На этюде головы мальчика видна плохо различимая надпись «гр. Виельгорск…» Фигуры дрожащих от холода отца и сына глубоко символичны. В окончательном варианте эта одна из самых пластически прекрасных групп картины, считает Н. Г. Машковцев.
Отец приготовился вытереть сына куском сухой материи, но, по мысли исследователя, в этой мизансцене могла быть заложена мысль самого Гоголя: художник должен отобразить не только физическую дрожь от холода, но и метафизическую дрожь перед страхом Божиим. Тот факт, что Александр Иванов использовал в качестве моделей своих римских знакомых, широко известен. Но то, что на эскизе изображён именно Иосиф Виельгорский, и что эскиз принадлежит кисти Иванова, вызвал в среде искусствоведов дискуссии. Однако Машковцев постарался доказать на ряде косвенных признаков правоту своей догадки.
С этим выводом Н. Г. Машковцева соглашается гоголевед Игорь Виноградов. Он пишет, что дружба 30-летнего писателя и 22-летнего юноши была во многом дружбой наставника и ученика. Н. В. Гоголь познакомил Виельгорского с Александром Ивановым, и об этом в записной книжке Виельгорского сделана запись 20 декабря 1838 года: «Гоголь. Открытие нового Корреджио». В. И. Шенрок указывает, что под «новым Корреджио» безусловно имеется в виду Александр Иванов.
После смерти Иосифа Гоголь продолжал пропагандировать творчество Александра Иванова его отцу. В 1846 году Гоголь написал письму графу Михаилу Виельгорскому о бедственном положении Иванова в Риме. Он просил графа Виельгорского познакомить русскую публику с творчеством выдающегося русского художника и попытаться помочь ему со сбором необходимых средств для существования. В этом же году, в сентябре, Гоголь переделал письмо в статью «Исторический живописец Иванов» для сборника «Выбранные места из переписки с друзьями». Гоголь писал Виельгорскому: «Не скупитесь, деньги все вознаградятся. Достоинство картины уже начинает обнаруживаться всеми».

### Жизненная драма

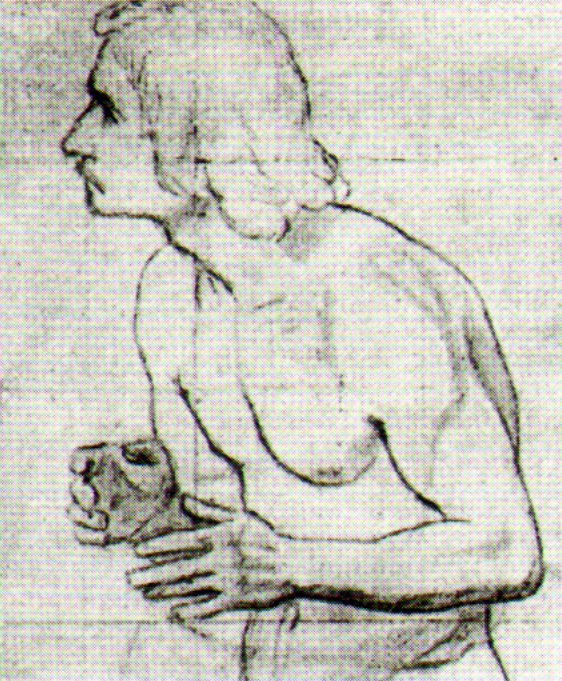
Фигура дрожащего отца на эскизе А. А. Иванова

Биография И. М. Виельгорского не содержала в себе ничего необыкновенного: Иосиф не успел зарекомендовать себя выдающимся творчеством, он не сверкал остроумием в салонах, не был во главе кружка единомышленников, но тем не менее, в памяти тех, с кем он столкнулся, Иосиф оставил самое благоприятное впечатление о своей одарённости, нравственной чистоте и характере цельной личности. Будучи товарищем детских игр и учёбы наследника российского престола, Иосиф Виельгорский в будущем мог совершить самую блестящую карьеру, о которой только могли мечтать отпрыски иных приближённых ко двору семейств. Об этом мечтал его отец, об этом неоднократно говорил сам государь Николай Павлович. На это рассчитывали его друзья, в частности Н. В. Гоголь.

### Дружба с Гоголем. «Ночи на вилле»
Игорь Виноградов предполагает, что знакомство Гоголя с Иосифом Виельгорским могло произойти ещё в 1832 году, когда Гоголь помогал В. А. Жуковскому в составлении синхронистических таблиц по истории для преподавания курса всемирной истории наследнику цесаревичу, А. В. Паткулю и Иосифу Виельгорскому. Преподаванием словесности этим молодым людям занимался П. А. Плетнёв, ещё один друг и покровитель Гоголя. Но это косвенные указания на возможное знакомство. Прямых свидетельств этому нет. Есть лишь одно признание Гоголя А. С. Данилевскому: «Мы давно были привязаны друг к другу, давно уважали друг друга, но сошлись тесно, неразрывно и решительно братски только, увы, во время его болезни».
Результатом знакомства Гоголя и Иосифа Виельгорского стала повесть «Ночи на вилле», не законченная автором. Это произведение — своеобразный литературный памятник И. М. Виельгорскому, «полный мрачной экзальтации, впитавший в себя напряжённое отчаяние весенних римских ночей 1839 года, проведённых рядом с умирающим», как пишут современные исследователи. Гоголевед Ю. В. Манн пишет, что благодаря американскому учёному Саймону Карлинскому стала популярной версия о том, что в «Ночах на вилле» проявились гомосексуальные наклонности Гоголя. Манн считает, что за проявления дружеских чувств Гоголя к Виельгорскому принять гомосексуальную любовь очень сложно. Гомосексуальная связь в царской России была под строжайшим запретом. Поэтому, если принять версию Карлинского, «то придётся видеть во всём этом не просто невольное саморазоблачение, но сознательную, аффектированную демонстрацию порока, что едва ли возможно» в применении к Гоголю.

### Комментарии
1. ↑  дореф. Iосифъ Михайловичъ Віельгорскій